# Chapelle française de Soest
La Chapelle française de Soest est une chapelle catholique dans l'Oflag (VI-A) de Soest en Westphalie, créée et décorée par des officiers français emprisonnés pendant les années 1940-1945. Les images murales furent réalisées par René Coulon et Guillaume Gillet.
La chapelle, conservée en état originel avec les peintures religieuses, est un document extraordinaire de la spiritualité contemporaine et du pouvoir identificateur de la foi en situations extrêmes.

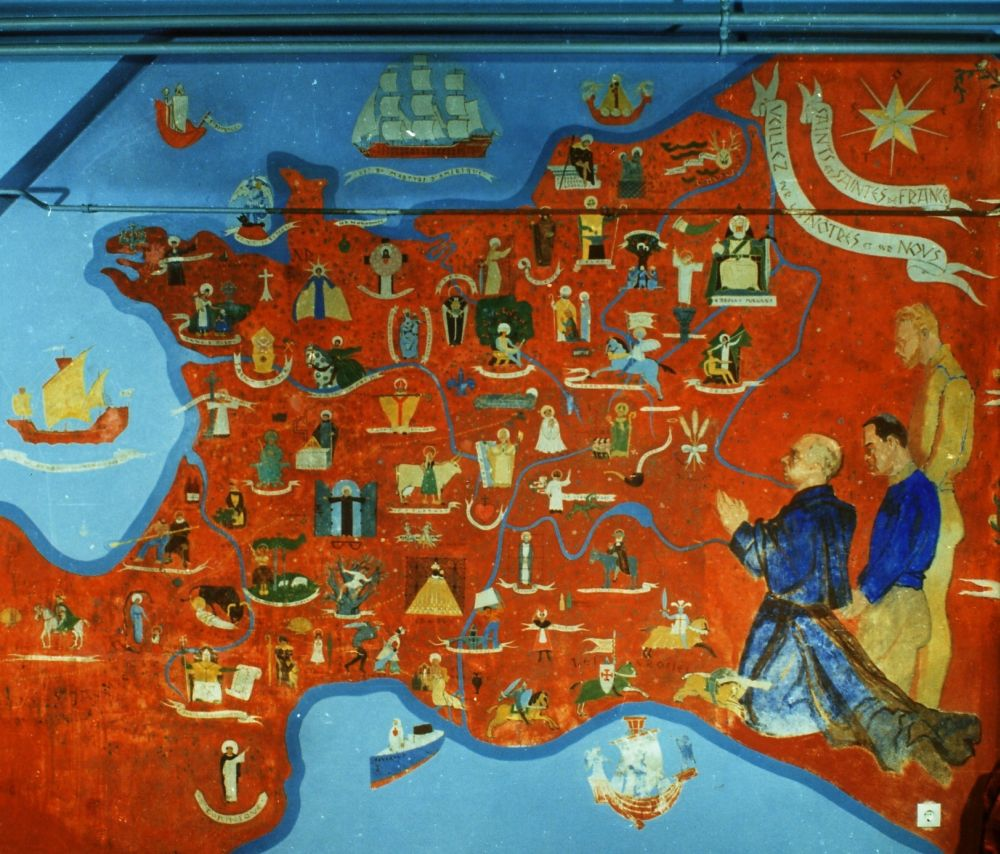
Chapelle française : Saints et Saintes de France